# Spoorlijn Castelsarrasin - Beaumont-de-Lomagne
De spoorlijn Castelsarrasin - Beaumont-de-Lomagne is een Franse spoorlijn van Castelsarrasin naar Beaumont-de-Lomagne. De lijn is 26,1 km lang en heeft als lijnnummer 649 000.

## Geschiedenis
De lijn werd geopend door de Compagnie des Chemins de fer du Midi op 9 september 1904. 
Het personenvervoer werd opgeheven op 22 mei 1937. Goederenvervoer tussen Sérignac en Beaumont-de-Lomagne was er tot 2016, tussen Belleperche en Sérignac tot 2018 en tussen Castelsarrasin en Belleperche tot 2019.

## Aansluitingen
In de volgende plaatsen is of was er een aansluiting op de volgende spoorlijnen:
Castelsarrasin
RFN 640 000, spoorlijn tussen Bordeaux-Saint-Jean en Sète-Ville